# 肋軟骨炎
肋软骨炎是指發生在肋软骨处的胸壁疼痛，肋软骨是连接各肋骨和胸骨的结构。疼痛通常有局部性，按压该区域会再次引发疼痛。可能同時發生在多个软骨区域。某些动作和深呼吸可能使疼痛加剧。疼痛的性质可能是剧痛，也可能是钝痛。肋软骨炎通常会随时间推移而消退，但可能会复发。
危险因素包括反复性的身體活动或發生在咳嗽之後 。需排除其它可能出现类似症状的其他疾病，包括心脏病发作、心绞痛、胃灼热、肺炎和肺栓塞，之後才能诊断 。总体生命体征正常。可能的致病机轉，包括發炎反病。如果同時合併肿胀，则此症状称为蒂茨症候群，這個术语可能可以交互使用，但亦被视为一种特別的疾病 。
在排除危及生命的疾病前，胸痛會被视为医疗紧急情况。肋软骨炎的治疗包括休息、冷敷、热敷、对乙酰氨基酚（乙酰氨基酚）和非甾体抗炎药（NSAID）。若病症持续，可利用物理疗法或局部注射类固醇治疗。肋软骨炎约占胸痛病例的 13 至 36% 。儿童和成人均可能受到影响。